# Анже (Манш)
Анже́ (фр. Angey) — колишній муніципалітет у Франції, у регіоні Нормандія, департамент Манш. Населення — 242 осіб (2011).
Муніципалітет був розташований на відстані близько 290 км на захід від Парижа, 95 км на південний захід від Кана.

## Історія
До 2015 року муніципалітет перебував у складі регіону Нижня Нормандія. Від 1 січня 2016 року належав до нового об'єднаного регіону Нормандія.
1 січня 2016 року Анже, Шамсе, Монвірон, Ла-Рошель-Норманд i Сартії було об'єднано в новий муніципалітет Сартії-Баї-Бокаж.

## Демографія
Динаміка населення (INSEE ):
Розподіл населення за віком та статтю (2006):
| Стать | Всього | До 15 років | 15-24 | 25-44 | 45-64 | 65-85 | Понад 85 |
| --- | ------ | ----------- | ----- | ----- | ----- | ----- | -------- |
| Чоловіки | 121    | 39          | 8     | 29    | 33    | 12    | 0        |
| Жінки | 94     | 20          | 8     | 25    | 24    | 17    | 0        |
| \| Статево-вікова піраміда \| Статево-вікова піраміда \| Статево-вікова піраміда \| \| ----------------------- \| ----------------------- \| ----------------------- \| \| Чоловіки \| Вік \| Жінки \| \| 0 \| 85 + \| 0 \| \| 8 \| 80-84 \| 0 \| \| 4 \| 75-79 \| 13 \| \| 0 \| 70-74 \| 0 \| \| 0 \| 65-69 \| 4 \| \| 4 \| 60-64 \| 8 \| \| 4 \| 55-59 \| 4 \| \| 0 \| 50-54 \| 4 \| \| 25 \| 45-49 \| 8 \| \| 4 \| 40-44 \| 4 \| \| 8 \| 35-39 \| 13 \| \| 13 \| 30-34 \| 8 \| \| 4 \| 25-29 \| 0 \| \| 4 \| 20-24 \| 4 \| \| 4 \| 15-20 \| 4 \| \| 13 \| 10-14 \| 8 \| \| 13 \| 5-9 \| 8 \| \| 13 \| 0-4 \| 4 \| |        |             |       |       |       |       |          |
| Статево-вікова піраміда |        |             |       |       |       |       |          |
| Чоловіки | Вік    | Жінки       |       |       |       |       |          |
| 0 | 85 +   | 0           |       |       |       |       |          |
| 8 | 80-84  | 0           |       |       |       |       |          |
| 4 | 75-79  | 13          |       |       |       |       |          |
| 0 | 70-74  | 0           |       |       |       |       |          |
| 0 | 65-69  | 4           |       |       |       |       |          |
| 4 | 60-64  | 8           |       |       |       |       |          |
| 4 | 55-59  | 4           |       |       |       |       |          |
| 0 | 50-54  | 4           |       |       |       |       |          |
| 25 | 45-49  | 8           |       |       |       |       |          |
| 4 | 40-44  | 4           |       |       |       |       |          |
| 8 | 35-39  | 13          |       |       |       |       |          |
| 13 | 30-34  | 8           |       |       |       |       |          |
| 4 | 25-29  | 0           |       |       |       |       |          |
| 4 | 20-24  | 4           |       |       |       |       |          |
| 4 | 15-20  | 4           |       |       |       |       |          |
| 13 | 10-14  | 8           |       |       |       |       |          |
| 13 | 5-9    | 8           |       |       |       |       |          |
| 13 | 0-4    | 4           |       |       |       |       |          |

## Економіка
2010 року серед 158 осіб працездатного віку (15—64 років) 132 були активними, 26 — неактивними (показник активності 83,5%, у 1999 році було 72,8%). З 132 активних мешканців працювали 122 особи (70 чоловіків та 52 жінки), безробітними було 10 (5 чоловіків та 5 жінок). Серед 26 неактивних 7 осіб було учнями чи студентами, 14 — пенсіонерами, 5 були неактивними з інших причин.

У 2010 році в муніципалітеті числилось 84 оподатковані домогосподарства, у яких проживали 233,0 особи, медіана доходів виносила 18 340 євро на одного особоспоживача